# 希拉萊
希拉萊（讀音ⓘ）是立陶宛的城市，位於該國西部，距離首府陶拉格30公里，由陶拉格縣負責管轄，面積3.5平方公里，市內的天主教教堂建於1909年，2010年人口5,978。